# Plocaederus fasciatus
Plocaederus fasciatus là một loài bọ cánh cứng trong họ Cerambycidae.